# 美食家 (法國電影)
美食家（英語：L'aile ou la cuisse，法語發音：[lɛ.lu.la.kɥis]，字面翻译为翅还是腿）是1976年的法國喜劇電影，由克勞德·茨迪導演，路易·德菲內斯及Coluche主演。
內容描述美食雜誌主編Charles Duchemin（路易·德菲內斯飾演）計劃訓練他的兒子Gérard（Coluche飾演）繼承父業，Gérard在美食鑑賞上有天份，但對於馬戲團的興趣遠大於美食鑑賞。

### 注脚
1. ↑  在法语中aile和cuisse分别指（鸡等可食用家禽的）翅和腿